# Angba
L’angba, aussi appelé kingelima ou ngelima, lebeo, lebendja ou encore leburu, est une langue bantoue parlée par les Bangba dans la province de la Tshopo en République démocratique du Congo. Les Baburu-Babendja parlent aussi cette langue.